# King Ultimate Marching Brass
King Ultimate Marching Brass (рус. кинг алтимит марчинг брасс)- линейка профессиональных медных духовых инструментов предприятия King Musical Instruments, разработанных для маршевых оркестров. Каждый инструмент создан с целью достижения максимальной проекции звука, чтобы сольные партии звучали ярче и полнее, а инструменты в оркестре лучше оттеняли и поддерживали друг друга.

## Характер звучания инструментов King Ultimate Marching Brass
Характер звучания инструментов King Ultimate Marching Brass производит сильное впечатление на современных взыскательных ценителей маршевой музыки и на судей, принимающих участие в международных чемпионатах. Каждый инструмент этой линейки демонстрирует очень хорошо сбалансированное сочетание интонации, чистоты звучания, силы, проекции и отклика, что не свойственно типичным маршевым инструментам.

## Полевые испытания
Звучание инструментов серии King Ultimate Marching Brass в полевых условиях великолепно демонстрирует оркестр Blue Devils Drum and Bugle Corps из города Конкорд (штат Калифорния). Этот оркестр на протяжении последних 29 лет входит в пятёрку сильнейших военных оркестров Высшей лиги Международного чемпионата маршевых оркестров Drum Corps International, является многократным победителем различных чемпионатов. С октября 2009 года оркестр использует в своих выступлениях исключительно духовые инструменты серии King Ultimate Marching Brass. Записи можно прослушать на официальном сайте оркестра и на официальном сайте корпорации Conn-Selmer, Inc. В августе 2010 года оркестр ещё раз подтвердил свой профессиональный уровень, выиграв очередной международный чемпионат DCI.
На инструментах King Ultimate Marching Brass также играют оркестры Высшей лиги международного чемпионата DCI — Blue Stars и Blue Knights. На международном чемпионате в августе 2010 года они вошли в список лучших маршевых оркестров мира, заняв соответственно восьмое и одиннадцатое места.

## Перечень инструментов King Ultimate Marching Brass
| Инструмент        | Модель | Серия         |
| ----------------- | ------ | ------------- |
| Труба маршевая    | 1117   | King Ultimate |
| Меллофон маршевый | 1121   | King Ultimate |
| Валторна маршевая | 1122   | King Ultimate |
| Баритон маршевый  | 1124   | King Ultimate |
| Баритон маршевый  | 1127   | King Ultimate |
| Эуфониум маршевый | 1129   | King Ultimate |
| Туба маршевая     | 1151   | King Ultimate |